# Paul Musafiri
Paul Musafiri, né à Bukavu, a été plusieurs fois nommé ministre et vice-ministre des Affaires intérieures ; de l’Agriculture, Pêche et Élevage ; de l'Enseignement primaire et secondaire, de la république démocratique du Congo. Il a remplacé N’Dom Nda Ombel à ce poste par le décret no 5/159 du 18 novembre 2005, portant Réaménagement du gouvernement de la transition.

## Biographie
Licencié et docteur en droit de l’université de Lubumbashi, professeur des universités : de Lubumbashi, université officielle de Bukavu où il enseigne les cours de droit constitutionnel (théorie générale de l'État), droit constitutionnel congolais, évolution historique de droit public congolais de 1885 à nos jours et droit international public II : relations internationales africaines. Il est aussi magistrat de carrière, auteur d’un ouvrage publié en août 2014 intitulé : Pièges symboliques et violation des droits humains en droit positif congolais : contribution critique à l'élaboration du droit praxéologique. Il est aussi père fondateur de la chaire de Droit praxéologique (un droit basé du vécu quotidien de congolais).
Musafiri est père de 11 enfants, marié avec madame Jamile Cardoso Cerqueira Musafiri 
Il est actuellement directeur de cabinet à la vice-primature, ministère des Postes, Télécommunications et Nouvelles technologies de l'information et de la communication et pasteur (Bishop) de l’Église de Pentecôte Eben-Ezer[réf. nécessaire].